# Antonio Mora del Río
Antonio Mora del Río (Barcelona, 13 de julio de 1961) es un médico español especializado en traumatología deportiva y medicina regenerativa.

## Reseña biográfica
Licenciado en Medicina y especialista en traumatología, medicina deportiva y medicina regenerativa osteoarticular.
Cursó sus estudios de medicina en la Universidad de Barcelona y la especialización en Osteopatía en la Universidad de Montpellier y la Sorbona.
Simultaneó sus años de formación académica con la práctica profesional del baloncesto en el primer equipo del F. C. Barcelona y en el R. C. D. Espanyol.

## Actividad profesional
Es defensor de la medicina regenerativa mediante la utilización de exosomas y células madre afirmando que "podría ser la solución para problemas agudos y crónicos".
Entre otros cargos ha sido Jefe de los Servicios Médicos de la UE Figueres, Girona FC, y ha pasado por todas las categorías del fútbol catalán.
Actualmente es el Jefe de Servicio de Medicina Deportiva del Hospital Universitario General de Cataluña, Jefe de los Servicios Médicos del CE Sabadell y del Club Joventut de Badalona (Liga Endesa), Jefe de Traumatología del Hospital Sagrat Cor y Jefe de Traumatología en Quirón Sabadell. También es el fundador y Director estratégico del centro de traumatología Meditadepor.
El Dr Mora del Río, ha sido el médico encargado de tratar a jugadores tales como: el tenista Albert Ramos, los baloncestistas Shawn Dawson, Arthurs Zagars, Nikos Zisis, Xabier López Aróstegui, Pau Ribas, Simon Birgander, Joel Parra y Albert Ventura, y los futbolistas Bernando Espinosa, Aday Benítez, Ferrán Corominas, Richy Álvarez Puig, Florian Lejeune, Cristian Stuani, Cristian Herrera y Eusebio Sacristán el exfutbolista de FCB, entre otros. 

## Distinciones
- VI Premios ATUSALVD 2017, en la categoría en “Excelencia en Medicina del Deporte”
- Premio a la Excelencia en Medicina del Deporte[7]
- Primer Premio en la Gala PREMIOS MÉDICOS 2019, en la categoría “Mejor médico del año 2019, en Traumatología Deportiva”
- Premio Nacional de Medicina siglo XXI 2020, en la categoría “Mejor médico deportivo del año 2020”[8]
- Premio en los European Awards in Medicine 2021, en la categoría “Medicina Deportiva”[9]
- III Premio al Médico del Año 2021, en la categoría “Mejor médico traumatólogo deportivo del año”[10]
- Premio en los European Awards in Medicine 2022, en Medicina del Deporte[11]
- Premio en los European Awards in Medicine 2024, en Medicina del Deporte[12]